# Björnståhlsgatan

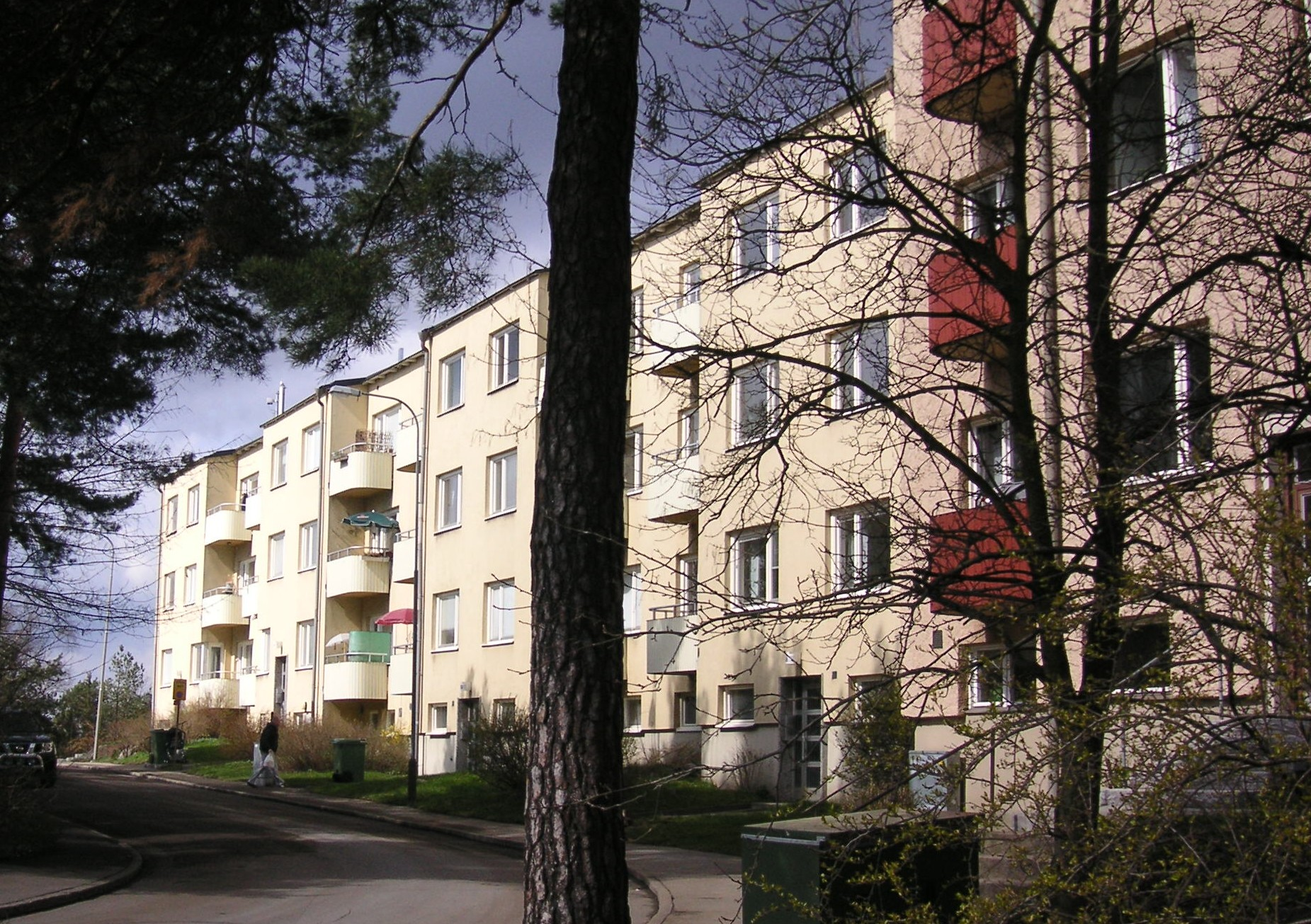
Björnståhlsgatan.

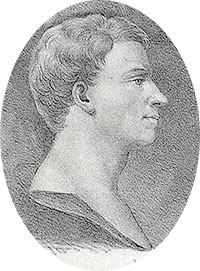
Byst av Jacob Jonas Björnståhl.

Björnståhlsgatan är en gata i Hammarbyhöjden i sydöstra Stockholm. Gatan är en smalhusstadsliknande väg med tidstypiska 1930-tals hus och har postorten Johanneshov.
Gatan fick sitt namn 1936 efter den svenska orientalisten och reseskildraren Jacob Jonas Björnståhl. 